# Acropora florida
Acropora florida är en korallart i de indopacifiska regionerna av Indiska oceanen och Stilla havet, och som först beskrevs av James Dwight Dana 1846.  Acropora florida ingår i släktet Acropora, och familjen Acroporidae. IUCN kategoriserar arten globalt som nära hotad. Inga underarter finns listade.